# Modellbahnwelt Odenwald
Modellbahnwelt Odenwald (MWO, Modelbaneverden Odenwald), tidligere Modellbahnschau Odenwald, er en modeljernbaneudstilling i byen Fürth i Hessen. De råder over flere modeljernbaneanlæg i skala H0 (størrelsesforhold 1:87) med et samlet areal på over 2.300 m², 11 km spor og 400 tog.
Udstillingens historie tog sin begyndelse i januar 2008 med erhvervelsen af Harzer Modellbahnzentrums anlæg. I april og maj samme år flyttedes anlægget Von der Küste bis zu den Alpen (fra kysten til Alperne) til Fürth, mens andre anlæg i skala Z, TT og N blev solgt fra. Derefter fulgte omfattende arbejder på anlægget, før man i marts 2009 kunne åbne for offentligheden. Senere samme år fik det første anlæg selskab af to til. I maj 2008 havde man således overtaget det af Josef Brandl byggede anlæg Dürnstein, der efter at være digitaliseret og udvidet med en skjult banegård sattes i drift med primært nyere østrigske tog. I oktober 2009 kom så Eselsbrück’sche Eisenbahn med fokus på tysk sidebaneromantik i begyndelsen af 1960'erne til. De blev dog langt fra de sidste, for flere anlæg fulgte i de kommende år. I november 2010 kom det af Horst Meyer byggede anlæg Sherman-Hill således i fast drift med amerikanske tog, og i juni 2011 fulgte det schweizisk orienterede BVZ - Brig Visp Zermatt. Derudover blev der sideløbende foretaget flere forbedringer af de andre anlæg.
I sommeren 2009 blev det besluttet at flytte til større lokaler med udvidelsesmuligheder. Valget faldt på en tennishal, der dog måtte nedrives og erstattes af ny 2.000 m² stor stålhal, hvilket skete i løbet af 2012-2013. Den ekstra plads var nødvendig, for i løbet af 2012 overtog man også anlægget Ruhrgebiet (Ruhr-distriktet) fra Modellbahnwelt Oberhausen, der var gået i insolvens i 2009. Det 420 m² store anlæg viser hvordan malm blev modtaget i Duisburgs havn i 1960'erne og efterfølgende blev forarbejdet til stål på vejen til Dortmund. Nyerhvervelsen kunne præsenteret på den ny adresse fra maj 2013, om end den både før og efter åbningen krævede en del arbejde, da det havde lidt under flytningen. Nok et nyt anlæg fulgte samme år i form af Weltgröße Miniaturkirmes in der Spur HO (verdens største miniaturtivoli i skala H0), en sag med over 35.000 LED-lys og 10.000 figurer. I forbindelse med flytningen blev udstillingens navn endvidere ændret fra det oprindelige Modellbahnschau Odenwald til Modellbahnwelt Odenwald. Begrundelsen var at de mange udvidelser havde gjort det til en verden, som man kunne bruge timevis på at fordybe sig i.
Siden 2018 arbejdes der på et nyt stort område, der kommer til at omfatte en stor skjult banegård.